# Dynastie Chakri
La dynastie Chakri est la dynastie actuellement régnante en Thaïlande.
Fondée en 1782, la dynastie Chakri prit la succession des rois d'Ayutthaya défaits par les Birmans. Ce changement dynastique fut aussi l'occasion de la fondation de Bangkok comme capitale du royaume. Les rois Chakri prirent le nom dynastique de « Rama » à partir d'une décision du roi Rama III. Dix monarques se sont succédé sur le trône depuis 1782. En 1932, la monarchie thaïlandaise absolue devint une monarchie constitutionnelle sur le modèle britannique. En 1939, le royaume de Siam devient la Thaïlande à la suite d'un coup d'État militaire. Après le règne exceptionnellement long (plus de 70 ans) de Rama IX, son fils Maha Vajiralongkorn lui succède en 2016 sous le nom de Rama X.

## RamaIer(1737-1809)

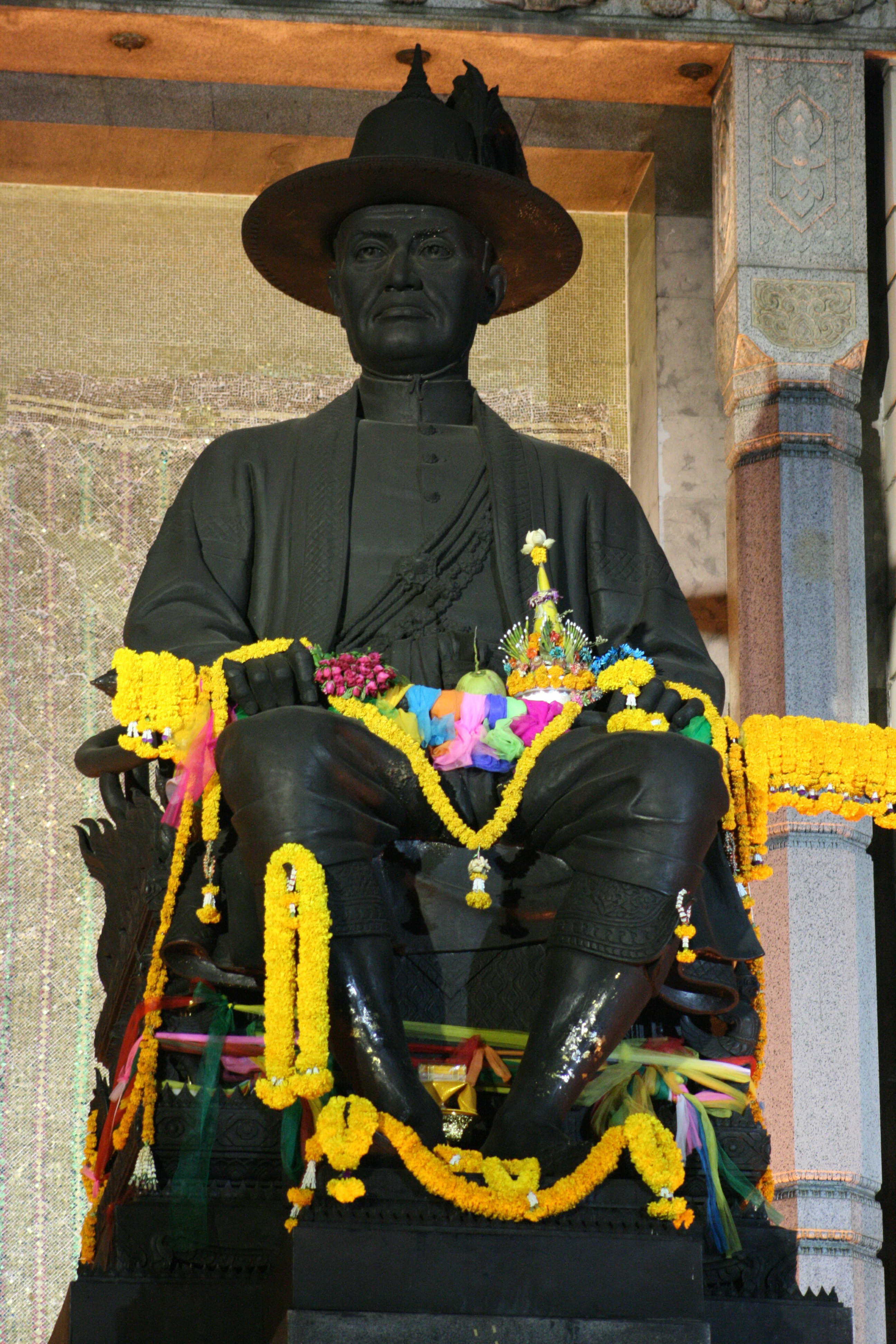
Rama Ier

Né le 20 mars 1737 à Ayutthaya, Thong Duang était le fils d’un noble du royaume d’Ayuttaya. Après la chute de celui-ci en 1767, il rejoignit les rangs du roi Phya Taksin sous le nom de Chao Phraya Chakri. Général de l'armée siamoise, il conquit Vientiane en 1778, mettant le pays sous le joug du roi Taksin. En 1782, Phya Taksin fut assassiné et le 6 avril de la même année, Chao Phraya Chakri, alors âgé de 45 ans, accéda au pouvoir et fonda la dynastie Chakri. Le nouveau roi prit le nom de Phra Yot Fa. Il déplaça la capitale, alors à Thonburi, sur l’autre rive de la Chao Phraya : Bangkok devint la nouvelle capitale. C’est durant son règne que fut construit le Grand Palais où fut installé le Bouddha d'émeraude. Il régna jusqu’à sa mort, le 7 septembre 1809, à l’âge de 73 ans. Il devint à titre posthume Rama Ier.

## Rama II (1768-1824)
Loet La, fils de Rama Ier, monta sur le trône le 7 septembre 1809, à la mort de son père et régna jusqu’au 21 juillet 1824. Il deviendra à titre posthume Rama II. Il eut 9 enfants. Durant son règne, la Thaïlande devint une puissance importante de l’Asie du Sud-Est. C’est à cette période que débuta l’implantation des occidentaux dans la région : en 1785, les Britanniques occupèrent Penang et en 1819, ils fondèrent Singapour.

## Rama III (1788-1851)

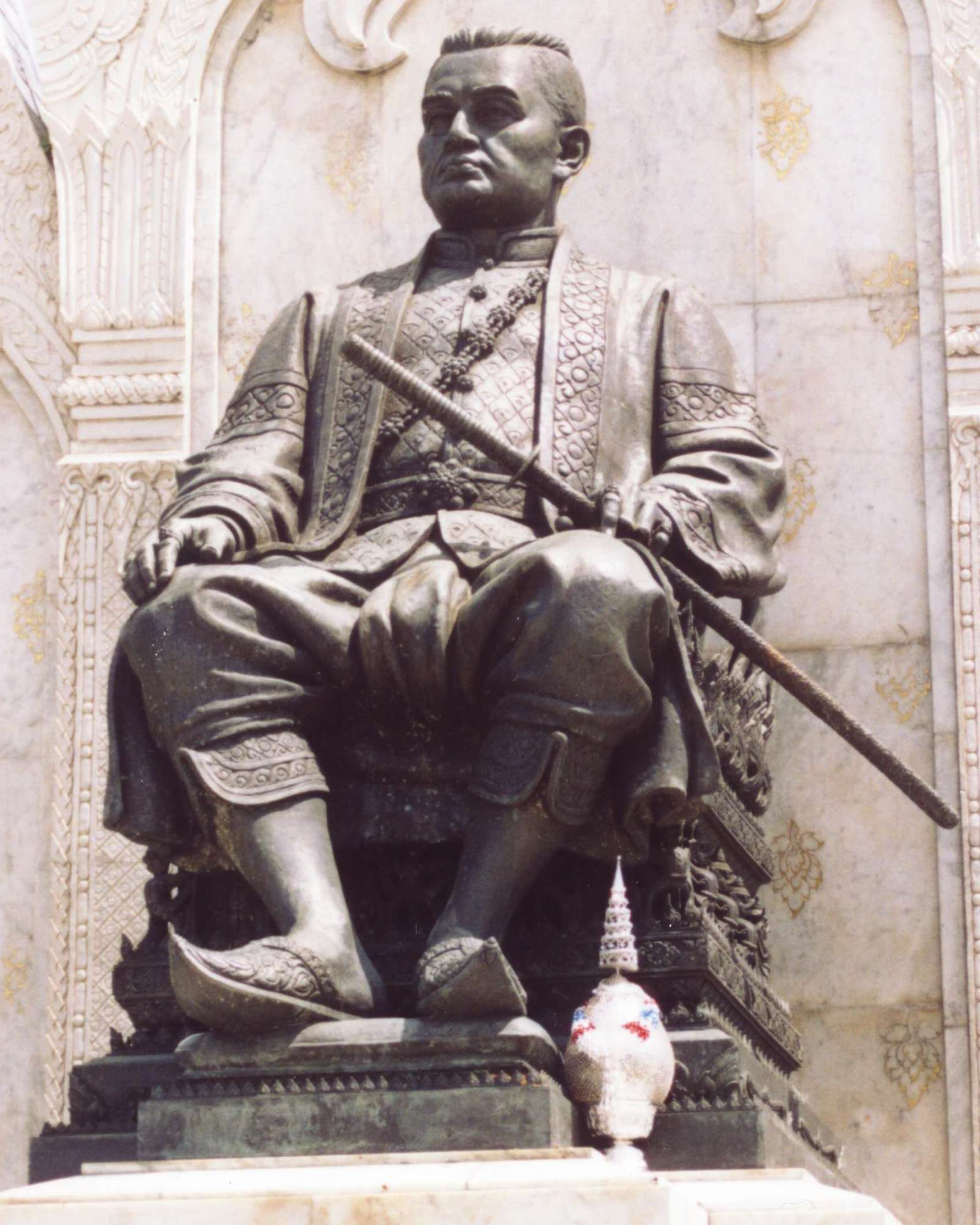
Rama III

Fils de Rama II, Phra Nang Klao régna du 21 juillet 1824 au 2 avril 1851. C’est ce roi qui instaura le système d’appellation royale utilisé aujourd’hui : Phra Nang Klao prit le nom de « Rama III », tandis que Phra Yot Fa et Loet La recevaient à titre posthume ceux de « Rama Ier » et « Rama II ». Durant son règne, Rama III développa le commerce avec la Chine et par l’intermédiaire d’un missionnaire américain, James Low, introduisit la première presse en langue thaïe. Rama III ne se maria pas et n’eut pas d’enfant. À sa mort le 2 avril 1851, c’est son demi-frère qui lui succéda.

## Rama IV (1804-1868)
Phra Chom Klao, aussi appelé Mongkut, était le demi-frère de Phra Nang Klao. Il  fut un des plus érudits de la dynastie : moine bouddhiste durant 27 ans, il apprit le sanskrit, le pali, le latin et l’anglais. Il régna du 2 avril 1851, à la mort de son demi-frère, au 1er octobre 1868, où il mourut du paludisme. Ses connaissances en langues lui permirent de nouer facilement des relations diplomatiques avec l’Occident, tout en évitant la colonisation (contrairement aux autres pays de la région). Il signa de nombreux traités commerciaux avec les pays européens et modernisa l’éducation, en s’inspirant des systèmes européens.

## Rama V (1853-1910)

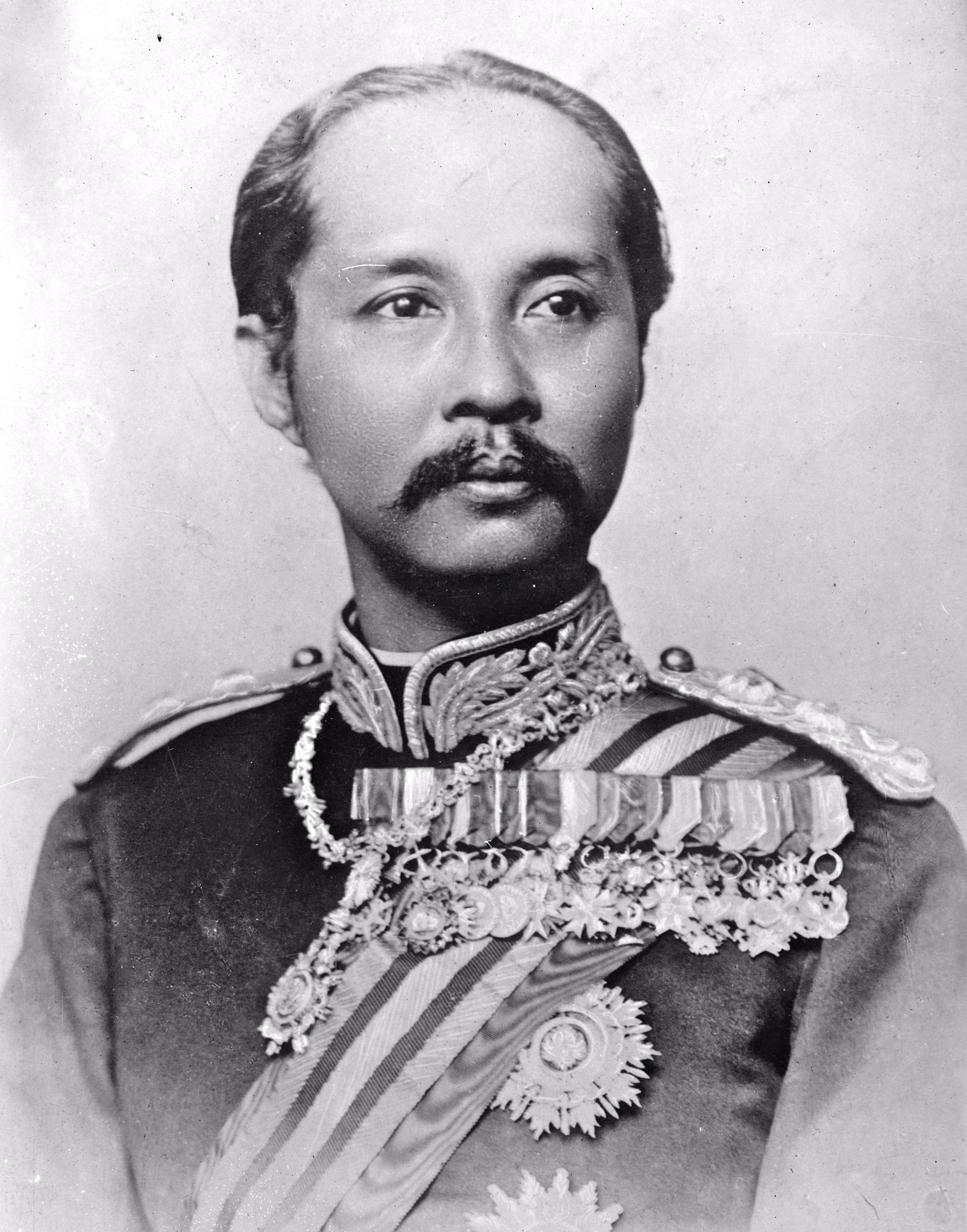
Rama V

Chulalongkorn, fils aîné de Rama IV, règne du 1er octobre 1868 au 23 octobre 1910. Il poursuit les réformes entreprises par son père et modernise l’administration et la justice. Il organise les services postaux (1885), les chemins de fer (1893), fonde la première université, la première école d'administration ainsi que les écoles militaire et navale. Les billets de banque sont introduits en 1902 et le système décimal imposé en 1908. Mais il est surtout connu pour avoir aboli l’esclavage et les corvées le 31 mars 1895.
Il parvient, comme son père, à éviter la colonisation européenne, mais au prix de la perte d’une partie du territoire, ainsi le Laos est-il cédé à l’Indochine française ainsi que des parcelles de territoire cédées à la Birmanie alors britannique. C’est également sous son règne qu'un décret royal porte obligation du nom patronymique : avant cela, seul le prénom permettait de différencier les individus. Il mourut le 23 octobre 1910, après un règne de 42 ans, et après avoir eu 77 enfants de ses 36 épouses.
Le roi Chulalongkorn a été très aimé de son peuple de son vivant, ses sujets ayant bénéficié de nombreuses mesures sociales. Cette reconnaissance s'est exprimée par sa quasi-canonisation, ce roi est encore aujourd’hui l'objet d'un culte actif, et des statues à son effigie sont érigées en de nombreux endroits du royaume. Le 23 octobre, anniversaire de sa mort, est jour férié.
Rama V est aussi connu en Occident pour avoir été l'élève de la gouvernante anglaise Anna Leonowens, qui avait en fait été engagée comme professeur d'anglais pour les enfants de Rama IV durant cinq ans. Les mémoires de Leonowens (dont sera tiré le film Anna et le roi) sont en fait très éloignés de la réalité historique.

## Rama VI (1881-1925)
Second fils de Rama V (après Vajirunhis, mort avant son père), Vajiravudh, nommé aussi Mongkut Klao, régna du 23 octobre 1910 au 26 novembre 1925. Il fut élevé en Angleterre et fit ses études à l’université d’Oxford. Homosexuel excentrique, qui s'entourera de nombreux favoris, il n'aurait sans doute pas accédé au trône si son père n'avait introduit le principe de primogéniture. Son règne fut marqué par de grandes réformes éducatives, comme l’école obligatoire. Il dut faire face aussi à la première tentative de coup d’État : en 1912, des officiers tentèrent, sans succès, de renverser la monarchie. En 1918, il envoya 1 300 hommes combattre en France, prouvant ainsi son soutien aux Alliés. Il mourut le 26 novembre 1925, à 44 ans, après seulement 15 ans de règne. Il eut une fille, née deux heures seulement avant sa mort.

## Rama VII (1893-1941)

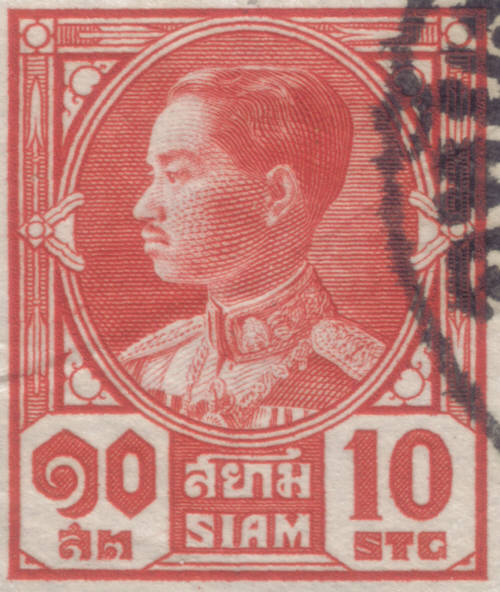
Rama VII

Prajadhipok, aussi appelé Pokklao, plus jeune fils de Rama V, accéda au trône à la mort de son frère en 1925. Son règne fut l’un des plus courts, et probablement le plus controversé, dans l'histoire de la dynastie. Il marque aussi de grands changements politiques et sociaux et la modernisation économique de la Thaïlande. En 1932, un coup d’État abolit la monarchie absolue au profit d'une monarchie constitutionnelle de type britannique. En 1934, le roi interdisait la polygamie. Le 2 mars 1935, il abdiqua sans laisser de successeur et se réfugia en Angleterre où il mourut le 30 mai 1941.

## Rama VIII (1925-1946)
Ananda Mahidol, neveu de Rama VII et frère de son successeur au trône de Thaïlande, fut appelé par le gouvernement à succéder à son oncle. Il fut couronné le 2 mars 1935, à 10 ans. Mais son règne ne débuta vraiment qu’en 1945, lorsqu’il rentra de Suisse où il étudiait en compagnie de son frère Bhumibol et de sa sœur aînée. Ce règne fut de courte durée : il mourut le 9 juin 1946 dans des circonstances non encore élucidées.

## Rama IX (1927-2016)
Bhumibol Adulyadej est le 9e roi de Thaïlande de la dynastie Chakri. Il succède à son frère Rama VIII sur le trône le 9 juin 1946 et est couronné en 1950 sous le nom de Rama IX. Il meurt le 13 octobre 2016, après 70 ans de règne. Premier véritable souverain constitutionnel de la Thaïlande, sa personne est adulée dans le pays à l'instar d'un héritier de Bouddha. À rebours de la propagande étatique, son rôle politique est controversé, son soutien aux différentes juntes militaires le font comparer à un souverain plus absolu que constitutionnel.

## Rama X (1952- )
Maha Vajiralongkorn est le 10e roi de Thaïlande de la dynastie Chakri. Il accède au trône le 1er décembre 2016 sous le nom de Rama X, en succédant à son père Rama IX.